# Certified Associate in Project Management
Certified Associate in Project Management (CAPM) – certyfikat przyznawany na 5 lat przez Project Management Institute po zaliczeniu praktyki lub kursu i zdaniu egzaminu.

## Historia
Stowarzyszenie Project Management Institute powstało w 1969 roku i zrzesza specjalistów zajmujących się zarządzaniem projektami.Tworzy standardy zarządzania projektami oraz przyznaje  certyfikaty potwierdzające uzyskanie międzynarodowych kwalifikacji. Wśród 7 certyfikatów, które przyznaje Instytut od 2003 roku jest CAPM Certified Associate in Project Management. 

## Wymagania
Egzamin może zdawać każda osoba posiadająca świadectwo maturalne oraz potwierdzone odbycie 1500 godzin praktyk w prowadzeniu projektów lub 23 godzinne szkolenie z zarządzania projektami. Nie są wymagane kwalifikacje. 

## Proces certyfikacji
Egzamin można zdawać w jednym z 12 języków: angielskim, arabskim, hebrajskim, brazylijskiej odmianie portugalskiego, chińskim, japońskim, koreańskim, francuskim, rosyjskim, niemieckim, hiszpańskim i tureckim. Kosztuje on 300 dolarów lub 250 euro. Członkowie PMI mają zniżkę i płacą 225 dolarów lub 185 euro. Jeśli nie zdamy egzaminu, za ponowne przystąpienie do niego zapłacimy 200 dolarów lub 170 euro. Po trzech niezdanych próbach kolejne podejście do egzaminu jest możliwe po roku i zapłacimy wtedy za egzamin pełną opłatę. Opłatę wnosimy po złożeniu wymaganych dokumentów, które są weryfikowane. Roczny okres na zdanie egzaminu liczy się od momentu zakończenia audytu i zatwierdzeniu wniosku. Zdający są proszeni o podpisanie zobowiązania, że nie będą z nikim omawiać i ujawniać pytań ani odpowiedzi. Karą może być unieważnienie certyfikatu lub pozbawienie możliwości zdawania innych egzaminów w PMI.
Egzamin trwa 3 godziny i może być zdawany online. Zdający musi odpowiedzieć na 150 pytań wielokrotnego wyboru z których 15 jako testowych nie liczy się do oceny. Jeśli zdajemy egzamin w centrum kwalifikacyjnym możemy w trakcie zrobić sobie przerwę, której czas nie jest odliczany od czasu egzaminu. Podczas egzaminu online nie wolno odchodzić od biurka, jeść, pić, palić i żuć gumy.

## Certyfikat
Po zdaniu egzaminu zdający otrzymuje list gratulacyjny, informację o zasadach przedłużania certyfikatu oraz certyfikat, który ma indywidualny numer identyfikacyjny (numer certyfikatu). 